# Meds (singolo)
Meds è un singolo del gruppo musicale britannico Placebo, pubblicato il 9 ottobre 2006 come quarto estratto dall'album omonimo.

## Descrizione
La canzone è stata scritta da Brian Molko e ha visto la partecipazione vocale di Alison Mosshart dei Kills.

## Video musicale
Il video, reso disponibile intorno alla pubblicazione del singolo, è stato diretto da David Mould.

## Tracce
CD promozionale
1. Meds (feat. Alison Mosshart) (Single Mix) – 2:54
2. Meds (Instrumental) – 2:54

CD 1
1. Meds (feat. Alison Mosshart) (Single Mix) – 2:54
2. Lazarus – 3:23

CD 2
1. Meds (feat. Alison Mosshart) (Single Mix) – 2:54
2. UNEEDMEMORETHANINEEDU – 3:28
3. Space Monkey (Timo Maas Remix) – 6:24
4. Meds (Video) – 2:54

7"
- Lato A

1. Meds (feat. Alison Mosshart) (Single Mix) – 2:54

- Lato B

1. UNEEDMEMORETHANINEEDU – 3:28

## Formazione
Gruppo
- Brian Molko – voce, chitarra, tastiera
- Stefan Olsdal – basso, chitarra, tastiera, cori
- Steve Hewitt – batteria

Produzione
- Dimitri Tikovoi – produzione
- James Brown – ingegneria del suono
- Flood – missaggio
- Raj Das – assistenza tecnica ai RAK Studios
- Richard Woodcraft – assistenza tecnica ai RAK Studios
- Rob Smith – assistenza tecnica ai Sarm Studios
- Mark Neary – assistenza tecnica allo Snake Ranch
- Dan Porter – assistenza tecnica al Sanctuary Town House
- Tim Young – mastering